# Bikimel
Bikimel és el nom amb què és coneguda musicalment Vicky de Clascà (Barcelona, 1976), amb tres discos al mercat: Stat jònic, Farrera can·sons D.O. i Morir d'un llamp. Va guanyar una beca per fer estada al Centre d'Art i Natura de Farrera, el 2011, del qual va sorgir el projecte del seu segon disc. Aquest segon treball va ser gravat entre la Coma de Burg i Caldes de Montbui. Entre les seves influències hi ha Bonnie Raitt, que segons ella, li «va ensenyar a cantar i a entendre el blues». Segons Roger Mas, Bikimel canta «per transformar l'estat de l'ànima».
El juny de 2013 va actuar al Concert per la Llibertat juntament amb la Beth i Ivette Nadal. El 24 de setembre de 2014 va participar en el Piromusical de la Mercè interpretant una moderna versió de La santa espina en l'espectacle pirotècnic El somni d'un gegant. En gener del 2015 va començar la gravació del seu tercer àlbum d'estudi, produït pel compositor Luc Suarez i el guitarrista David Soler. Aquest àlbum va ser enregistrat a l'estudi la Casamurada de Banyeres del Penedès.

## Discografia
- 2010: Stat jònic (Temps Record)[8]
- 2013: Farrera, can·sons D.O. (Temps Record)[2]
- 2015: Morir d'un llamp (Satélite K)[9][10]